# 15 Years On
15 Years On er et dobbeltalbum af The Dubliners udgivet i 1977.
De medvirkende er Luke Kelly, Barney McKenna, John Sheahan, Jim McCann, Ronnie Drew og Ciaran Bourke.
Albummet består af 9 numre og 15 gamle. Drew og Bourke er med på nogle af de gamle. Selvom albummet kun har 9 nye indspilninger bliver det stadig betragtet som et originalt album.
Albummet blev genudgivet i 1993 og i 2000 under navnet Fifteen Years On.

## Spor[2]

### Plade Et

#### Side Et
1. "The Wild Rover"
2. "Ploughboy Lads"
3. "The Three Sea Captains"
4. "Bunclody"
5. "Seven Drunken Nights"
6. "The Belfast Hornpipe/Tim Maloney"

#### Side To
1. "Black Velvet Band"
2. "Carrickfergus"
3. "Reels: Last Night's Fun & The Congress Reel"
4. "The Banks of the Sweet Primroses"
5. "Weile Waile"
6. "Four Green Fields"

### Plade To

#### Side Et
1. "The Town I Loved So Well"
2. "Salamanca"
3. "Spancil Hill"
4. "McAlpine's Fusiliers"
5. "Boulavogue"
6. "The Auld Triangle"

#### Side To
1. "Spanish Lady"
2. "O'Carolan's Devotion"
3. "Thirty Foot Trailer"
4. "Down by the Glenside"
5. "Fiddlers Green"
6. "Molly Malone"